# Ascensiunea Țestoaselor Ninja
Ascensiunea Țestoaselor Ninja (engleză Rise of the Teenage Mutant Ninja Turtles) este un serial american de animație dezvoltat de Andy Suriano și Ant Ward pentru Nickelodeon. Este al patrulea serial de animație al francizei Țestoasele Ninja. Serialul a avut premiera pe 20 iulie 2018, cu premierele mutându-se mai târziu pe Nicktoons, care a difuzat episoade noi până pe 7 august 2020. A fost produs de Nickelodeon Animation Studio, cu animația realizată la Flying Bark Productions.
Serialul a fost anunțat de Nickelodeon pe 2 martie 2017, și a fost inițial programat ca să dureze pentru cel puțin 26 de episoade. Acest serial reimaginat are pe Țestoase mergând în noi aventuri în timp ce ei descoperă secretele mistice din New York City și puterile lor proprii pentru a salva lumea de la rău.
Pe 27 iulie 2018, Nickelodeon a reînnoit serialul pentru un al doilea sezon de 26 de episoade înainte de premiera oficială a primului sezon. În timpul producției acestui sezon însă, a fost scurtat la 13 episoade. Ultimul episod a fost difuzat pe 7 august 2020. Un film bazat pe serial, intitulat Ascensiunea Țestoaselor Ninja: Filmul, a fost lansat pe Netflix pe 5 august 2022.
În România, serialul a avut premiera pe 28 octombrie 2018 pe canalul Nickelodeon și pe 1 aprilie 2019 pe canalul Nicktoons.

## Premiza
Adânc în canalele din New York City, Leonardo, Raphael, Donatello și Michelangelo sunt patru țestoase mutante și frați care pornesc în aventuri noi unde sfârșesc în "a-și descoperi puteri mistice de ninja ce nu au descoperit niciodată" în timp ce "învață" cum să lucreze ca o echipă și să navigheze prin pericolele lumii moderne și prin lumi ascunse pentru ca să-și împlinească destinul lor ca o echipă de eroi.

## Personaje

### Țestoasele Ninja
- Leonardo (voce: Ben Schwartz[6]) - O țestoasă de apă cu tâmple roșii, autoproclamându-se "cel mai 'cool' dintre frații săi". El are o sabie ōdachi în luptă.[7]
- Raphael (voce: Omar Miller[6]) - O țestoasă aligator care e "cel mai în vârstă. Fizic cel mai mare și mai tare dintre frați", și e și liderul.[8] El are două tonfa în luptă.[9]
- Donatello (voce: Josh Brener[6]) - O țestoasă chinezească cu carapace moale care este "geniul echipei". El are un baston bō tehnologizat în luptă.[10]
- Michelangelo (voce: Brandon Mychal Smith[6]) - O broască țestoasă-cutie care e "cel mai tânăr, glumeț și farsor dintre frați". El are un kusari-fundo în luptă.[11]

### Aliați și prieteni
- April O'Neil (voce: Kat Graham[6]) - O prietenă umană a Țestoaselor. Această versiune e africană-americană decât versiunea obișnuită caucaziană.[12] Ea are o bâtă de baseball în luptă.[13]
- Splinter (voce: Eric Bauza[6]) - Un șobolan mutant gri umanoid care este pentru Țestoase sensei.

### Inamici
- Baronul Draxum (voce: John Cena[14][15]) - Un mutant alchimist războinic nespecificat din "Orașul ascuns". Autoproclamându-se protectorul tuturor speciilor de mutanți, el vrea să transforme toți oamenii în mutanți.
  - Oozesquitoes - O grupă de insecte mutante care lucrează pentru Baronul Draxum.
- Meat Sweats - Un porc mutant și fost bucătar "celebru". Brațele sale sunt din tendrile care se prind de alți mutanți, absorbindu-le puterile.[16]

## Producție
Serialul a fost anunțat pe 2 martie 2017 de Nickelodeon ca o reimaginare a francizei. Cyma Zarghami, președintele Nickelodeon Group, a spus:
"Țestoasele sunt o proprietate ce conțin reinvenția în ADN-ul lor, ceea ce o menține proaspătă și relevantă pentru toate generațiile noi, și satisface cererile fanilor adulți. 'Țestoasele' a fost o franciză incredibil de importantă pentru noi de când am readus-o în urmă cu cinci ani și suntem entuziasmați pentru noua serie pentru ca să ducă personajele într-o direcție diferită, cu mai mult umor, și cu un simț mai tânăr și mai luminos și dimensiuni noi de explorat.
Logotipul serialului a fost dezvăluit publicului la jumătatea lui octombrie 2017. Pe 2 noiembrie 2017, Nickelodeon a anunțat actorii pentru țestoase. În plus, Rob Paulsen, care i-a dat voce lui Raphael în serialul TV din 1987 și lui Donatello în serialul TV din 2012, a fost anunțat ca regizor de casting al serialului, și va fi și actor de voce alături de actorul de voce și co-starul Maurice LaMarche. John Cena s-a alăturat mai târziu serialului în rolul răufăcătorului Baron Draxum, un personaj original creat exclusiv pentru acest serial.
Pe 1 februarie 2018, Nickelodeon a dezvăluit design-urile majore ale personajelor principale, evenimentul fiind transmis live pe Facebook în aceeași zi.
Pe 23 martie 2018, primul trailer serialului a fost lansat de Nickelodeon.

## Dublajul în limba română
Versiunea în limba română a fost produsă în studiourile Audio Design Digital Art.
Produs de: SDI Media
- Adi Dima - Raphael
- Victor Ion - Leonardo, Donatello
- Alexandru Robu - Michelangelo
- Sabrina Mitrea - April O'Neil, alte voci
- Răzvan Hâncu - Așchie, Baron Draksum, Warren Stone
- Olimpia Mâlai - alte voci
- Adrian Venete - alte voci
- Tudor Morgovan - Meatswit, Hypno
- Ciprian Cojenel
- Andreea Șuilea

Regia: Alexandru Robu
Inginer de sunet: Adrian Venete, Claudiu Bordrug

## Episoade
| Premiera originală                              | Premiera în România               | N/o | Titlu român                                     | Titlu englez                                          |
| ----------------------------------------------- | --------------------------------- | --- | ----------------------------------------------- | ----------------------------------------------------- |
|                                                 |                                   |     |                                                 |                                                       |
| SEZONUL 1                                       |                                   |     |                                                 |                                                       |
|                                                 |                                   |     |                                                 |                                                       |
| 20.07.2018                                      | 28.10.2018                        | 01  | Un măcel ocult                                  | Mystic Mayhem                                         |
|                                                 |                                   |     |                                                 |                                                       |
| 25.09.2018                                      | 04.11.2018                        | 02  | Un val de origami                               | Origami Tsunami                                       |
| 17.09.2018                                      | 04.11.2018                        | 02  | Cadourile lui Donnie                            | Donnie's Gifts                                        |
|                                                 |                                   |     |                                                 |                                                       |
| 17.09.2018                                      | 11.11.2018                        | 03  | Război și pizza                                 | War and Pizza                                         |
| 27.09.2018                                      | 11.11.2018                        | 03  | Bun de dat la știri                             | Newsworthy                                            |
|                                                 |                                   |     |                                                 |                                                       |
| 20.09.2018                                      | 18.11.2018                        | 04  | Parcul de mașini al călugăriței                 | Repo Mantis                                           |
| 18.09.2018                                      | 18.11.2018                        | 04  | Jos cu răceala                                  | Down with the Sickness                                |
|                                                 |                                   |     |                                                 |                                                       |
| 24.09.2018                                      | 25.11.2018                        | 05  | Iute și blănos                                  | The Fast and the Furriest                             |
| 24.09.2018                                      | 25.11.2018                        | 05  | Încăierarea mascotelor                          | Mascot Melee                                          |
|                                                 |                                   |     |                                                 |                                                       |
| 19.09.2018                                      | 06.01.2018                        | 06  | Țestoasele în ring                              | Shell in the Cell                                     |
| 06.10.2018                                      | 06.01.2018                        | 06  | Labirintul minotaurului                         | Minotaur Maze                                         |
|                                                 |                                   |     |                                                 |                                                       |
| 17.11.2018                                      | 13.01.2019                        | 07  | Nimicitorii de insecte                          | Bug Busters                                           |
|                                                 |                                   |     |                                                 |                                                       |
| 06.10.2018                                      | 20.01.2019                        | 08  | Cel mai lung sport                              | The Longest Fight                                     |
| 03.11.2018                                      | 20.01.2019                        | 08  | Hypno! Partea a doua                            | Hypno! Part Deux!                                     |
|                                                 |                                   |     |                                                 |                                                       |
| 13.10.2018                                      | 27.01.2019                        | 09  | Ciudățenia                                      | The Gumbus                                            |
| 20.10.2018                                      | 27.01.2019                        | 09  | Domnișoara Îmbrățișări                          | Mrs. Cuddles                                          |
|                                                 |                                   |     |                                                 |                                                       |
| 10.11.2018                                      | 14.04.2019                        | 10  | Lipit de tine                                   | Stuck on You                                          |
| 01.12.2018                                      | 14.04.2019                        | 10  | Mă voi întoarce                                 | Al Be Back                                            |
|                                                 |                                   |     |                                                 |                                                       |
| 26.01.2019                                      | 21.04.2019                        | 11  | Jacheta mov                                     | Purple Jacket                                         |
| 02.02.2019                                      | 21.04.2019                        | 11  | Cuptorul de pizza                               | Pizza Pit                                             |
|                                                 |                                   |     |                                                 |                                                       |
| 09.02.2019                                      | 28.04.2019                        | 12  | Istețul                                         | Smart Lair                                            |
| 16.02.2019                                      | 28.04.2019                        | 12  | Jocul șmecheriei                                | Hot Soup: The Game                                    |
|                                                 |                                   |     |                                                 |                                                       |
| 19.01.2019                                      | 05.05.2019                        | 13  | Liga malefică a mutanților                      | The Evil League of Mutants                            |
|                                                 |                                   |     |                                                 |                                                       |
| 23.02.2019                                      | 09.06.2019                        | 14  | Penalizare                                      | Late Fee                                              |
| 02.03.2019                                      | 09.06.2019                        | 14  | Bivoldomul                                      | Bullhop                                               |
|                                                 |                                   |     |                                                 |                                                       |
| 09.03.2019                                      | 13.06.2019                        | 15  | Combinația minților                             | Mind Meld                                             |
| 16.03.2019                                      | 13.06.2019                        | 15  | Doar o trufă                                    | Nothing but Truffle                                   |
|                                                 |                                   |     |                                                 |                                                       |
| 20.04.2019                                      | 23.06.2019                        | 16  | Trădător sub acoperire                          | Shadow of Evil                                        |
|                                                 |                                   |     |                                                 |                                                       |
| 06.04.2019                                      | 01.09.2019                        | 17  | Jefuit din portal!                              | Portal Jacked!                                        |
| 01.06.2019                                      | 01.09.2019                        | 17  | Warren și Hypno stau într-un copac              | Warren and Hypno, Sitting in a Tree                   |
|                                                 |                                   |     |                                                 |                                                       |
| 08.06.2019                                      | 08.09.2019                        | 18  | Operațiunea: Normal                             | Operation: Normal                                     |
| 13.04.2019                                      | 08.09.2019                        | 18  | Partener de luptă                               | Sparring Partner                                      |
|                                                 |                                   |     |                                                 |                                                       |
| 15.06.2019                                      | 15.09.2019                        | 19  | Ai fost servit                                  | You Got Served                                        |
| 22.06.2019                                      | 15.09.2019                        | 19  | Cum să-ți faci un amic și să manipulezi oamenii | How To Make Enemies and Bend People to Your Will      |
|                                                 |                                   |     |                                                 |                                                       |
| 29.06.2019                                      | 22.09.2019                        | 20  | Biblioteca magică                               | Mystic Library                                        |
| 06.07.2019                                      | 22.09.2019                        | 20  | Jocul violet                                    | The Purple Game                                       |
|                                                 |                                   |     |                                                 |                                                       |
| 19.10.2019                                      | 17.11.2019                        | 21  | Om vs. canalizare                               | Man vs. Sewer                                         |
| 19.10.2019                                      | 17.11.2019                        | 21  | Pericolul mutant                                | The Mutant Menance                                    |
|                                                 |                                   |     |                                                 |                                                       |
| 26.10.2019                                      | 24.11.2019                        | 22  | Nopțile Stridente: Balada Omului Șobolan        | Turtle-dega Nights: The ballad of Rat Man             |
| 26.10.2019                                      | 24.11.2019                        | 22  | Arta antică ninja de-a v-ați ascunselea         | The Ancient Art of Ninja Hide and Seek                |
|                                                 |                                   |     |                                                 |                                                       |
| 02.11.2019                                      | 01.12.2019                        | 23  | Gunoiul unui om                                 | One Man's Junk                                        |
| 02.11.2019                                      | 01.12.2019                        | 23  | Ziua înzăpezită                                 | Snow Day                                              |
|                                                 |                                   |     |                                                 |                                                       |
| 09.11.2019                                      | 08.12.2019                        | 24  | Mantia de șmecherie                             | Cloak and Swaggart                                    |
| 09.11.2019                                      | 08.12.2019                        | 24  | Ahoy, Jim Jupiter !                             | Jupiter Jim Ahoy!                                     |
|                                                 |                                   |     |                                                 |                                                       |
| 16.11.2019                                      |                                   | 25  | Nebunie în trenul 'Mama' p.1-2                  | Insane in the Mama Train Part 1-2                     |
|                                                 |                                   |     |                                                 |                                                       |
| 16.11.2019                                      |                                   | 26  | Jocul final p.1-2                               | End Game Part 1-2                                     |
|                                                 |                                   |     |                                                 |                                                       |
| SEZONUL 2                                       |                                   |     |                                                 |                                                       |
|                                                 |                                   |     |                                                 |                                                       |
| 23.11.2019                                      |                                   | 27  |                                                 | Many Unhappy Returns                                  |
|                                                 |                                   |     |                                                 |                                                       |
| 01.12.2019                                      |                                   | 28  |                                                 | Todd Scouts                                           |
| 01.12.2019                                      | Goyles, Goyles, Goyles            | 28  |                                                 |                                                       |
|                                                 |                                   |     |                                                 |                                                       |
| 12.10.2019 (Nicktoons) 13.10.2019 (Nickelodeon) |                                   | 29  |                                                 | Flushed, But Never Forgotten                          |
| 12.10.2019 (Nicktoons) 13.10.2019 (Nickelodeon) | Lair Games                        | 29  |                                                 |                                                       |
|                                                 |                                   |     |                                                 |                                                       |
| 24.04.2020                                      |                                   | 30  |                                                 | Breaking Purple                                       |
| 24.04.2020                                      | Reparin' the Baron                | 30  |                                                 |                                                       |
|                                                 |                                   |     |                                                 |                                                       |
| 24.04.2020                                      |                                   | 31  |                                                 | Air Turtle                                            |
| 24.04.2020                                      | Pizza Puffs                       | 31  |                                                 |                                                       |
|                                                 |                                   |     |                                                 |                                                       |
| 15.05.2020                                      |                                   | 32  |                                                 | Sidekick Ahoy!                                        |
| 15.05.2020                                      | The Hidden City Job               | 32  |                                                 |                                                       |
|                                                 |                                   |     |                                                 |                                                       |
| 15.05.2020                                      |                                   | 33  |                                                 | Always Be Brownies                                    |
| 15.05.2020                                      | Mystery Meat                      | 33  |                                                 |                                                       |
|                                                 |                                   |     |                                                 |                                                       |
| 19.06.2020                                      |                                   | 34  |                                                 | Donnie Vs. Witch Town                                 |
| 19.06.2020                                      | Raph's Ride-Along                 | 34  |                                                 |                                                       |
|                                                 |                                   |     |                                                 |                                                       |
| 19.06.2020                                      |                                   | 35  |                                                 | Hidden City's Most Wanted                             |
| 19.06.2020                                      | Bad Hair Day                      | 35  |                                                 |                                                       |
|                                                 |                                   |     |                                                 |                                                       |
| 17.07.2020                                      |                                   | 36  |                                                 | Fists of Furry                                        |
| 17.07.2020                                      | The Clothes Don't Make The Turtle | 36  |                                                 |                                                       |
|                                                 |                                   |     |                                                 |                                                       |
| 17.07.2020                                      |                                   | 37  |                                                 | Battle Nexus: New York                                |
|                                                 |                                   |     |                                                 |                                                       |
| 07.08.2020                                      |                                   | 38  |                                                 | Finale Part 1: E-Turtle Sunshine of the Spotless Mind |
| 07.08.2020                                      | Finale Part 2: Shreddy or Not     | 38  |                                                 |                                                       |
|                                                 |                                   |     |                                                 |                                                       |
| 07.08.2020                                      |                                   | 39  |                                                 | Finale Part 3: Anatawa Hitorijanai                    |
| 07.08.2020                                      | Finale Part 4: Rise               | 39  |                                                 |                                                       |
|                                                 |                                   |     |                                                 |                                                       |
| FILM                                            |                                   |     |                                                 |                                                       |
|                                                 |                                   |     |                                                 |                                                       |
| 05.08.2022                                      | 05.08.2022                        | F1  | Ascensiunea Țestoaselor Ninja: Filmul           | Rise of the Teenage Mutant Ninja Turtles: The Movie   |
|                                                 |                                   |     |                                                 |                                                       |
| SCURTMETRAJE                                    |                                   |     |                                                 |                                                       |
|                                                 |                                   |     |                                                 |                                                       |
| 27.11.2019                                      | N/A                               | SC1 |                                                 | Race                                                  |
|                                                 |                                   |     |                                                 |                                                       |
| 27.11.2019                                      | N/A                               | SC2 |                                                 | Turtle Tots                                           |
|                                                 |                                   |     |                                                 |                                                       |
| 09.08.2022                                      | N/A                               | SC3 |                                                 | Sentient Bed                                          |
|                                                 |                                   |     |                                                 |                                                       |
| 09.08.2022                                      | N/A                               | SC4 |                                                 | Raph's Catchprase                                     |
|                                                 |                                   |     |                                                 |                                                       |
| 01.09.2022                                      | N/A                               | SC5 |                                                 | C.O.W.A.B.U.N.G.A.                                    |
|                                                 |                                   |     |                                                 |                                                       |
| 01.09.2022                                      | N/A                               | SC6 |                                                 | Cucumber-Mikey vs. Manticat                           |

## Jucării
Pe 16 februarie 2018 în cadrul târgului New York City Toy Fair au fost prezentate primele jucării bazate pe serial, care s-au lansat pe data de 1 octombrie 2018.